# Salsola drobovii
Salsola drobovii är en amarantväxtart som beskrevs av Viktor Petrovitj Botjantsev. Salsola drobovii ingår i släktet sodaörter, och familjen amarantväxter. Inga underarter finns listade i Catalogue of Life.